# Pallacanestro Treviso 2002-2003
Questa voce raccoglie le informazioni riguardanti la Pallacanestro Treviso nelle competizioni ufficiali della stagione 2002-2003.

## Stagione
La stagione 2002-2003 della Pallacanestro Treviso sponsorizzata Benetton, è la 19ª nel massimo campionato italiano di pallacanestro, la Serie A.
All'inizio della nuova stagione la Lega Basket decise di modificare il regolamento riguardo al numero di giocatori extracomunitari consentiti per ogni squadra che così passò a quattro, con anche la reintroduzione della distinzione tra giocatori comunitari ed extracomunitari.

## Roster
Aggiornato al 9 dicembre 2021.
| Benetton Treviso 2002-2003 | Benetton Treviso 2002-2003 |
| Giocatori                  | Staff tecnico              |
| -------------------------- | -------------------------- |

| N. | Naz.                                        | Ruolo | Nome                   | Anno | Alt.   | Peso   |  |
| -- | ------------------------------------------- | ----- | ---------------------- | ---- | ------ | ------ |  |
| 4  | Argentina (bandiera) · Spagna (bandiera)    | AG    | Marcelo Nicola         | 1971 | 207 cm | 102 kg |  |
| 5  | Stati Uniti (bandiera)                      | P     | Tyus Edney             | 1973 | 178 cm | 78 kg  |  |
| 6  | Stati Uniti (bandiera)                      | G     | Trajan Langdon         | 1976 | 192 cm | 90 kg  |  |
| 7  | Italia (bandiera)                           | A     | Riccardo Pittis (C)    | 1968 | 203 cm | 98 kg  |  |
| 8  | Italia (bandiera)                           | C     | Denis Marconato        | 1975 | 211 cm | 115 kg |  |
| 9  | Italia (bandiera)                           | P     | Massimo Bulleri        | 1977 | 188 cm | 83 kg  |  |
| 10 | Croazia (bandiera)                          | C     | Krešimir Lončar        | 1983 | 208 cm | 112 kg |  |
| 11 | Germania (bandiera) · Croazia (bandiera)    | GA    | Mario Stojić           | 1980 | 198 cm | 95 kg  |  |
| 12 | Ungheria (bandiera)                         | G     | István Németh          | 1979 | 192 cm | 86 kg  |  |
| 12 | Stati Uniti (bandiera)                      | GA    | Charles O'Bannon       | 1975 | 196 cm | 92 kg  |  |
| 13 | Georgia (bandiera)                          | AP    | Manuchar Mark'oishvili | 1986 | 194 cm | 90 kg  |  |
| 14 | Italia (bandiera)                           | AG    | Giacomo Sereni         | 1984 | 198 cm | 95 kg  |  |
| 15 | Spagna (bandiera)                           | AG    | Jorge Garbajosa        | 1977 | 206 cm | 111 kg |  |
| 16 | Italia (bandiera)                           | G     | Stefano Borsato        | 1986 | 192 cm | 80 kg  |  |
| 16 | Rep. Ceca (bandiera)                        | C     | David Šteffel          | 1985 | 214 cm | 103 kg |  |
| 16 | Stati Uniti (bandiera) · Italia (bandiera)  | AP    | Nick Eppehimer         | 1979 | 201 cm | 95 kg  |  |
| 17 | Stati Uniti (bandiera) · Italia (bandiera)  | G     | Dante Calabria         | 1973 | 195 cm | 90 kg  |  |
| 18 | Italia (bandiera)                           | A     | Patrick Baldassarre    | 1986 | 200 cm | 90 kg  |  |
| 18 | Stati Uniti (bandiera) · Irlanda (bandiera) | AP    | Jon Larranaga          | 1980 | 199 cm |        |  |
| 20 | Danimarca (bandiera)                        | C     | Thomas Soltau          | 1982 | 209 cm | 108 kg |  |
| -  | Italia (bandiera)                           | P     | Alberto D'Incà         | 1987 | 188 cm |        |  |

| Allenatore                                                                                                  |
| - Ettore Messina                                                                                            |
| Assistente/i                                                                                                |
| - Emanuele Molin - Renato Pasquali - Francesco Vitucci Legenda - (C) Capitano - (IN) Inattivo - Infortunato |

## Mercato

### Sessione estiva
| Acquisti | Acquisti               | Acquisti            | Acquisti      | Acquisti |
| R.       | Nome                   | da                  | Modalità      |          |
| -------- | ---------------------- | ------------------- | ------------- | -------- |
| C        | Krešimir Lončar        | Würzburg Baskets    | fine prestito |          |
| AP       | Manuchar Mark'oishvili | Basco Batumi        | definitivo    |          |
| G        | Trajan Langdon         | Cleveland Cavaliers | definitivo    |          |
| C        | David Šteffel          | USK Praga           | definitivo    |          |
| G        | István Németh          | Körmend             | definitivo    |          |
| AG       | Guilherme Giovannoni   | COC Ribeirão Preto  | definitivo    |          |
| A        | Patrick Baldassarre    | Olimpia Milano      | definitivo    |          |
| PG       | Luca Sottana           | Aurora Jesi         | fine prestito |          |

| Cessioni | Cessioni               | Cessioni        | Cessioni       | Cessioni |
| R.       | Nome                   | a               | Modalità       |          |
| -------- | ---------------------- | --------------- | -------------- | -------- |
| G        | Sergej Čikalkin        | UNICS Kazan'    | fine contratto |          |
| C        | Nik'oloz Tskit'ishvili | Denver Nuggets  | fine contratto |          |
| A        | Boštjan Nachbar        | Houston Rockets | fine contratto |          |
| G        | Charlie Bell           | Virtus Bologna  | fine contratto |          |
| G        | Francesco Basei        | Petrarca        | fine contratto |          |
| AG       | Guilherme Giovannoni   | Crabs Rimini    | prestito       |          |
| PG       | Luca Sottana           | Trapani Shark   | prestito       |          |

### Dopo l'inizio della stagione
| Acquisti | Acquisti         | Acquisti          | Acquisti      | Acquisti   |
| R.       | Nome             | da                | Data          | Modalità   |
| -------- | ---------------- | ----------------- | ------------- | ---------- |
| G        | Dante Calabria   | Free agent        | novembre 2002 | definitivo |
| C        | Thomas Soltau    | Free agent        | febbraio 2003 | definitivo |
| AP       | Jon Larranaga    | G. Mason Patriots | marzo 2003    | definitivo |
| AP       | Nick Eppehimer   | Marist Red Foxes  | aprile 2003   | definitivo |
| GA       | Charles O'Bannon | Toyota Alvark     | aprile 2003   | definitivo |

| Cessioni | Cessioni      | Cessioni   | Cessioni      | Cessioni    |
| R.       | Nome          | a          | Data          | Modalità    |
| -------- | ------------- | ---------- | ------------- | ----------- |
| GA       | Mario Stojić  | Alicante   | novembre 2002 | rescissione |
| G        | István Németh | Körmend    | febbraio 2003 | rescissione |
| AP       | Jon Larranaga | Free agent | aprile 2003   | rescissione |